# Janville (Eure-et-Loir)
Pour les articles homonymes, voir Janville.
Janville est une ancienne commune française située dans le département d'Eure-et-Loir en région Centre-Val de Loire, devenue le 1er janvier 2019 une commune déléguée au sein de la commune nouvelle de Janville-en-Beauce.

## Géographie

### Situation
La commune de Janville est située dans la région naturelle de la Beauce.

Situation géographique
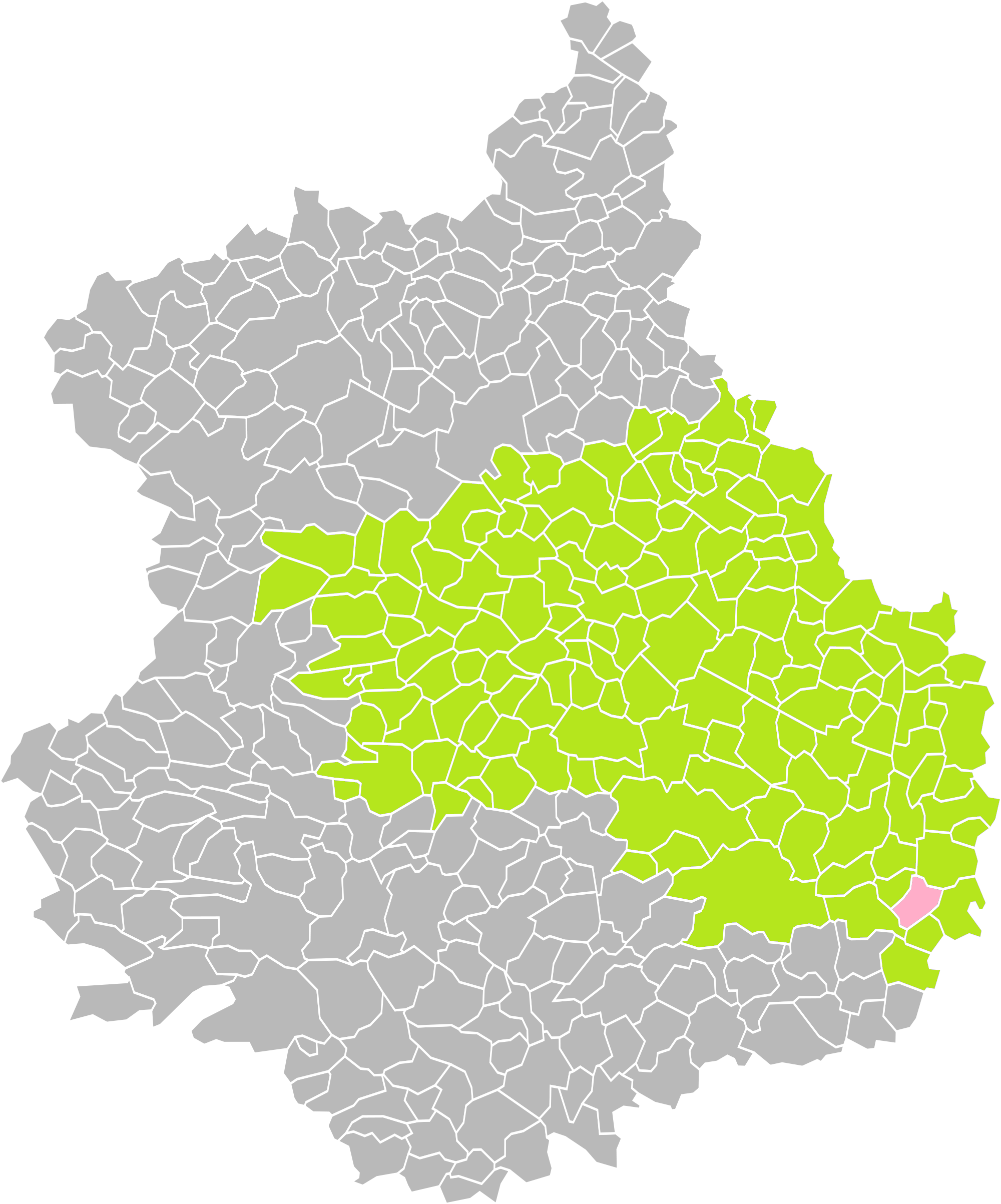
Janville dans son arrondissement.
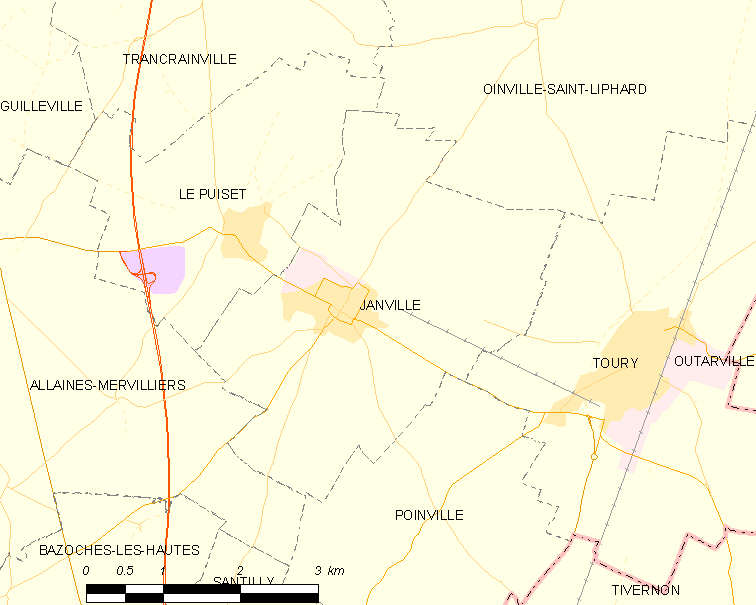
Carte de la commune de Janville.

### Communes limitrophes
| Le Puiset            | Oinville-Saint-Liphard | Oinville-Saint-Liphard |
| Le Puiset            | Janville               | Toury                  |
| Allaines-Mervilliers | Allaines-Mervilliers   | Poinville              |

### Lieux-dits et écarts
- Paras, ferme isolée située au nord-est de la commune.

## Toponymie
Le nom de la localité est attesté sous les formes Agenville avant le 4 août 1065 (Actes de Philippe 1er, n° 19, p. 56) ; Hiemivilla vers 1120 ; Jonis Villa vers 1130 ; Jerevilla vers 1140 ; Jenvilla en 1141 ; Hienvilla en 1154 ; Yeinvilla en 1189 ; Hyenvilla en 1226 ; Yenvilla en 1299 ; Yenville en Beauce en 1379 ; Yenville en 1381 ; Yenville en 1411 ; Jenville en 1427 ; Jonville en 1475 ; Yenville en 1490 ; Janville au Sel en 1592 ; Yanville en Beauce en 1730 ; Yenville en 1740 ; Yenville au XVIIIe siècle (Carte de Cassini).
De Heminus, nom de personne d’origine germanique, et villa (domaine rural)[réf. nécessaire].

## Histoire

### Révolution française et Empire
La commune fut chef-lieu du district de Janville de 1790 à 1795.

### Époque contemporaine

#### XXesiècle
Entre le 29 janvier et le 8 février 1939, plus de 2 000 réfugiés espagnols fuyant l'effondrement de la république espagnole devant les troupes de Franco, arrivent en Eure-et-Loir. Devant l'insuffisance des structures d'accueil (le camp de Lucé et la prison de Châteaudun rouverte pour l’occasion), 53 villages sont mis à contribution, dont Janville. Les réfugiés, essentiellement des femmes et des enfants (les hommes sont désarmés et retenus dans le Sud de la France), sont soumis à une quarantaine stricte, vaccinés, le courrier est limité, le ravitaillement, s'il est peu varié et cuisiné à la française, est cependant assuré. Une partie des réfugiés rentrent en Espagne, incités par le gouvernement français qui facilite les conditions du retour, mais en décembre, 922 ont préféré rester et sont rassemblés à Dreux et Lucé.

#### XXIesiècle
Le 1er janvier 2019, elle fusionne avec Allaines-Mervilliers et Le Puiset pour constituer la commune nouvelle de Janville-en-Beauce dont la création est actée par un arrêté préfectoral du 19 décembre 2018.

## Politique et administration

### Liste des maires
| Période   | Période          | Identité           | Étiquette       | Qualité     |
| --------- | ---------------- | ------------------ | --------------- | ----------- |
| mars 2001 | 31 décembre 2018 | Jean-Louis Baudron | UDF puis NC-UDI | Agriculteur |

### Intercommunalité

Carte de la communauté de communes Cœur de Beauce dans le département d'Eure-et-Loir (2018).

Depuis 2017, Janville est le siège de la communauté de communes Cœur de Beauce, la cinquième d'Eure-et-Loir par sa population, environ 25 000 habitants (2015). En 2018, la communauté regroupe 51 communes.

## Population et société

### Démographie
| 1793  | 1800  | 1806 | 1821 | 1831 | 1836  | 1841  | 1846  | 1851  |
| ----- | ----- | ---- | ---- | ---- | ----- | ----- | ----- | ----- |
| 1 056 | 1 053 | 932  | 986  | 955  | 1 017 | 1 086 | 1 142 | 1 134 |

| 1856  | 1861  | 1866  | 1872  | 1876  | 1881  | 1886  | 1891  | 1896  |
| ----- | ----- | ----- | ----- | ----- | ----- | ----- | ----- | ----- |
| 1 225 | 1 323 | 1 346 | 1 318 | 1 300 | 1 322 | 1 306 | 1 263 | 1 231 |

| 1901  | 1906  | 1911  | 1921  | 1926  | 1931  | 1936  | 1946  | 1954  |
| ----- | ----- | ----- | ----- | ----- | ----- | ----- | ----- | ----- |
| 1 248 | 1 283 | 1 250 | 1 186 | 1 175 | 1 192 | 1 158 | 1 200 | 1 191 |

| 1962  | 1968  | 1975  | 1982  | 1990  | 1999  | 2006  | 2011  | 2016  |
| ----- | ----- | ----- | ----- | ----- | ----- | ----- | ----- | ----- |
| 1 339 | 1 533 | 1 542 | 1 672 | 1 747 | 1 697 | 1 778 | 1 789 | 1 838 |

## Économie

### Parcs éoliens

#### Le bois Clergeons
Sur les communes de Janville et Poinville, un groupe de cinq éoliennes Nordex N90/2300 a été installé en décembre 2005 par la société Eurowatt. Les nacelles sont à 80 m de hauteur et les pales ont un diamètre de 90 m, ce qui conduit à une hauteur totale de 125 m. Chaque turbine ayant une puissance de 2,3 MW, le parc totalise une puissance nominale de 11,5 MW.

#### La butte Saint-Liphard
Ce parc éolien, mis en service en mai 2007 par la société Ardian sur les communes de Janville et d'Oinville-Saint-Liphard, réunit quatre turbines Nordex N90/2500 d'une puissance de 2,5 MW chacune, développant une puissance nominale de 10 MW.

#### Les hauts de Melleray
Mis en service en juillet 2007 par la société JPee sur les mêmes communes, ce parc regroupe quatre turbines Nordex N90/2500, totalisant également une puissance nominale de 10 MW.

Éoliennes Nordex
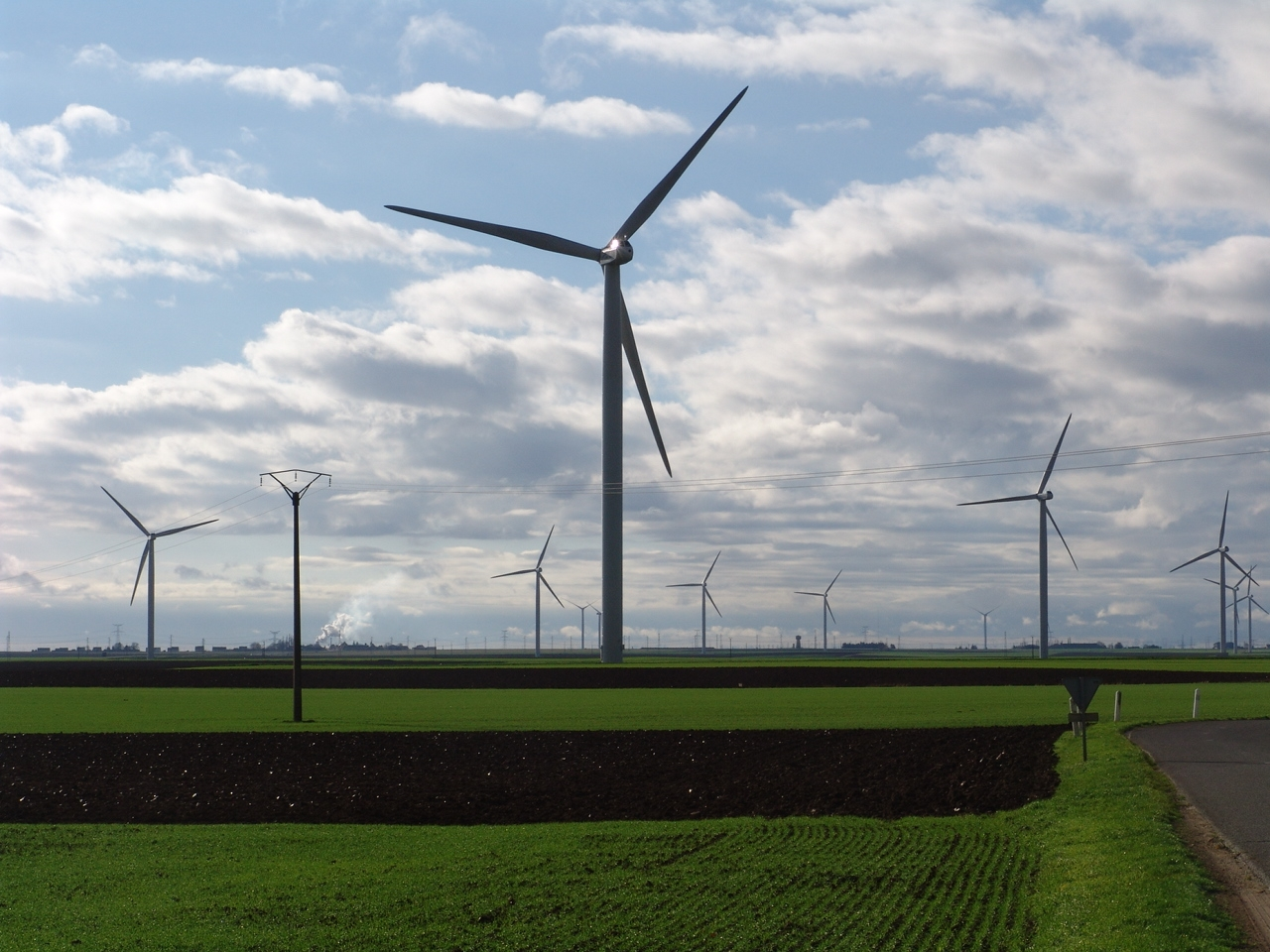
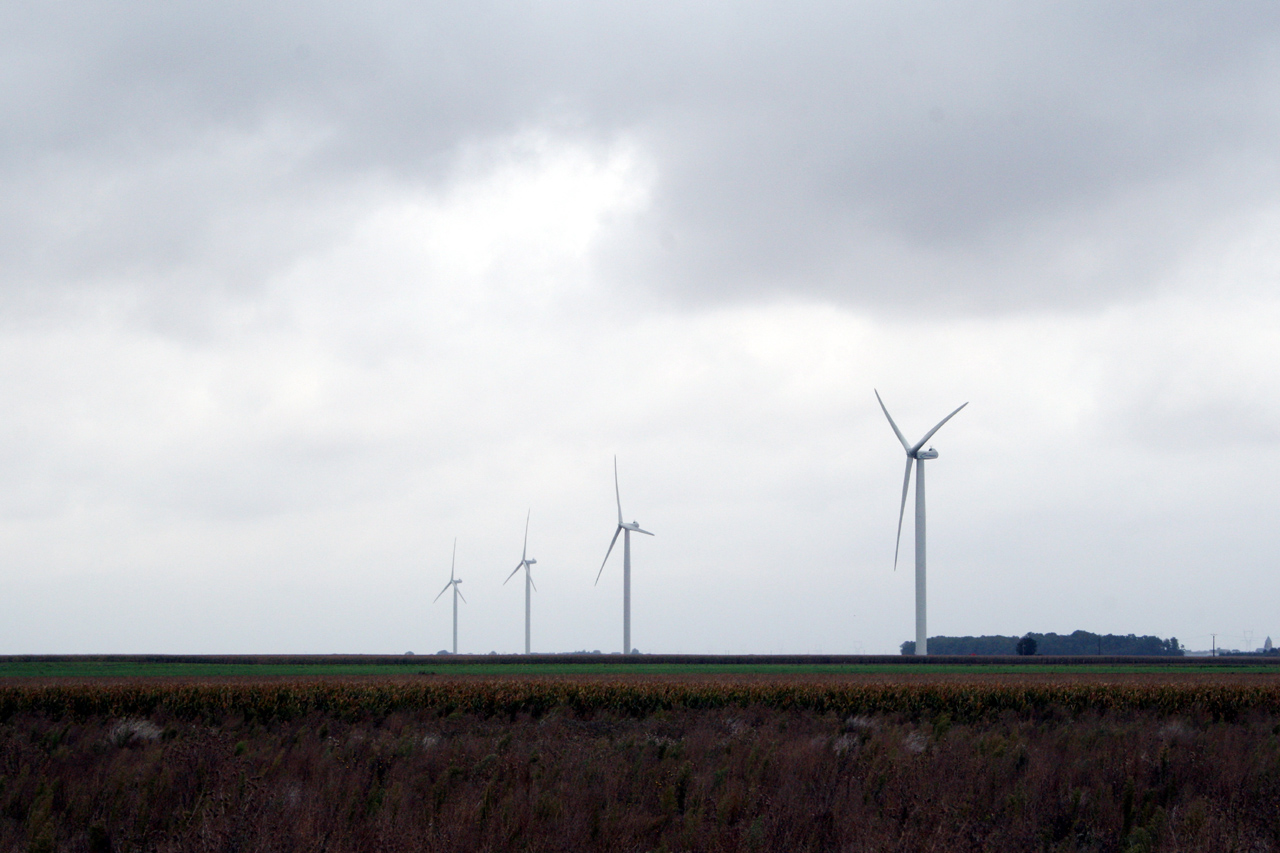
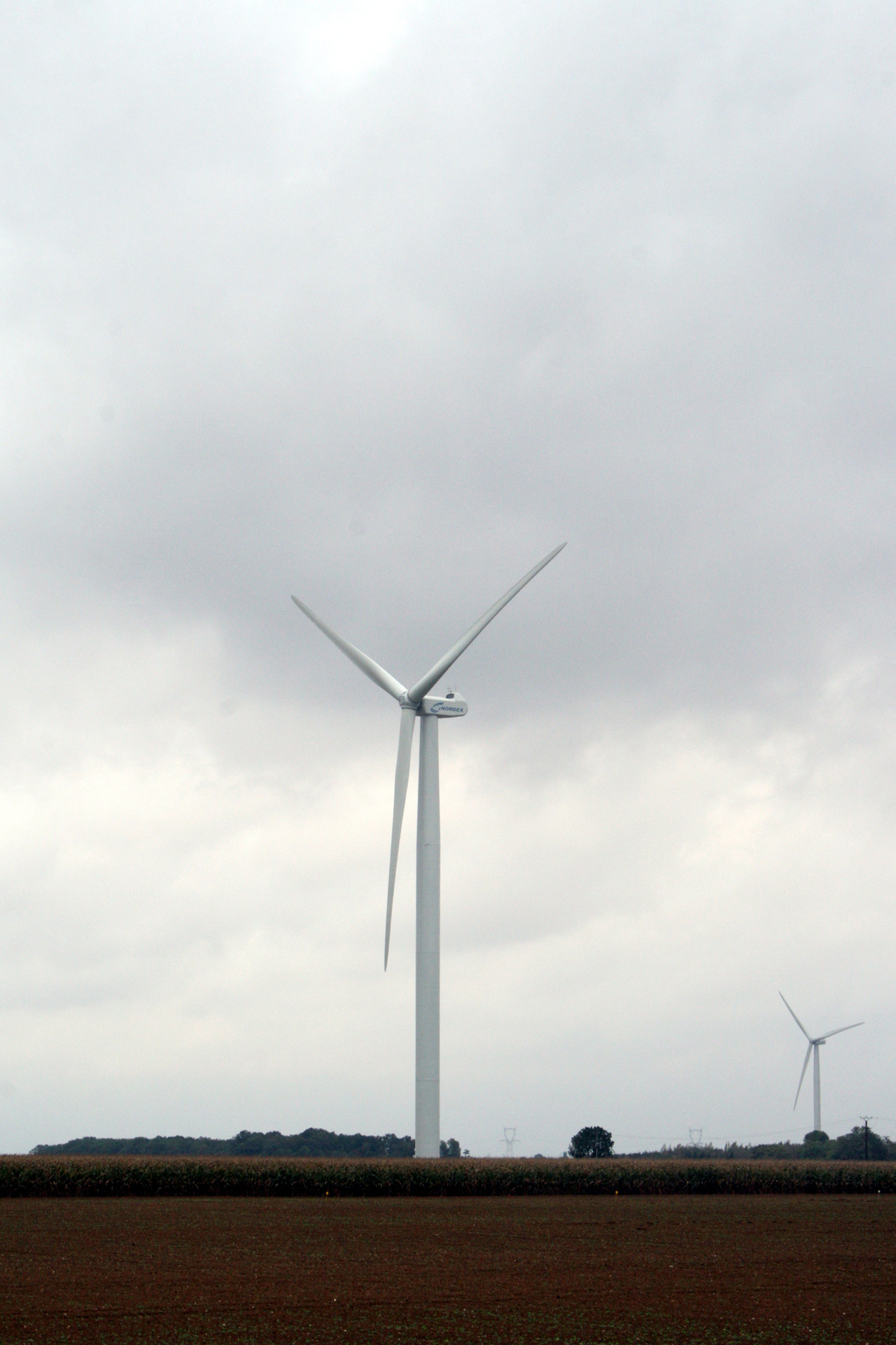
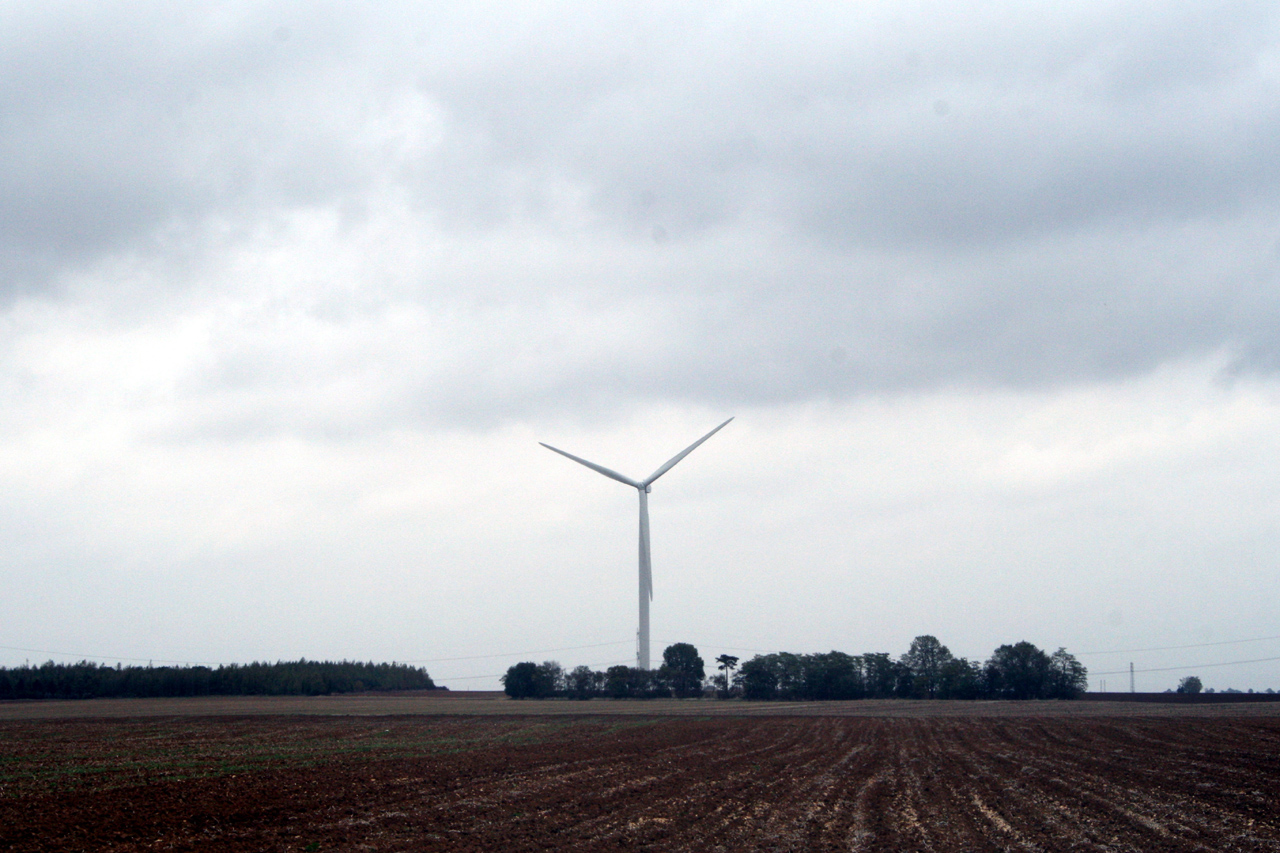
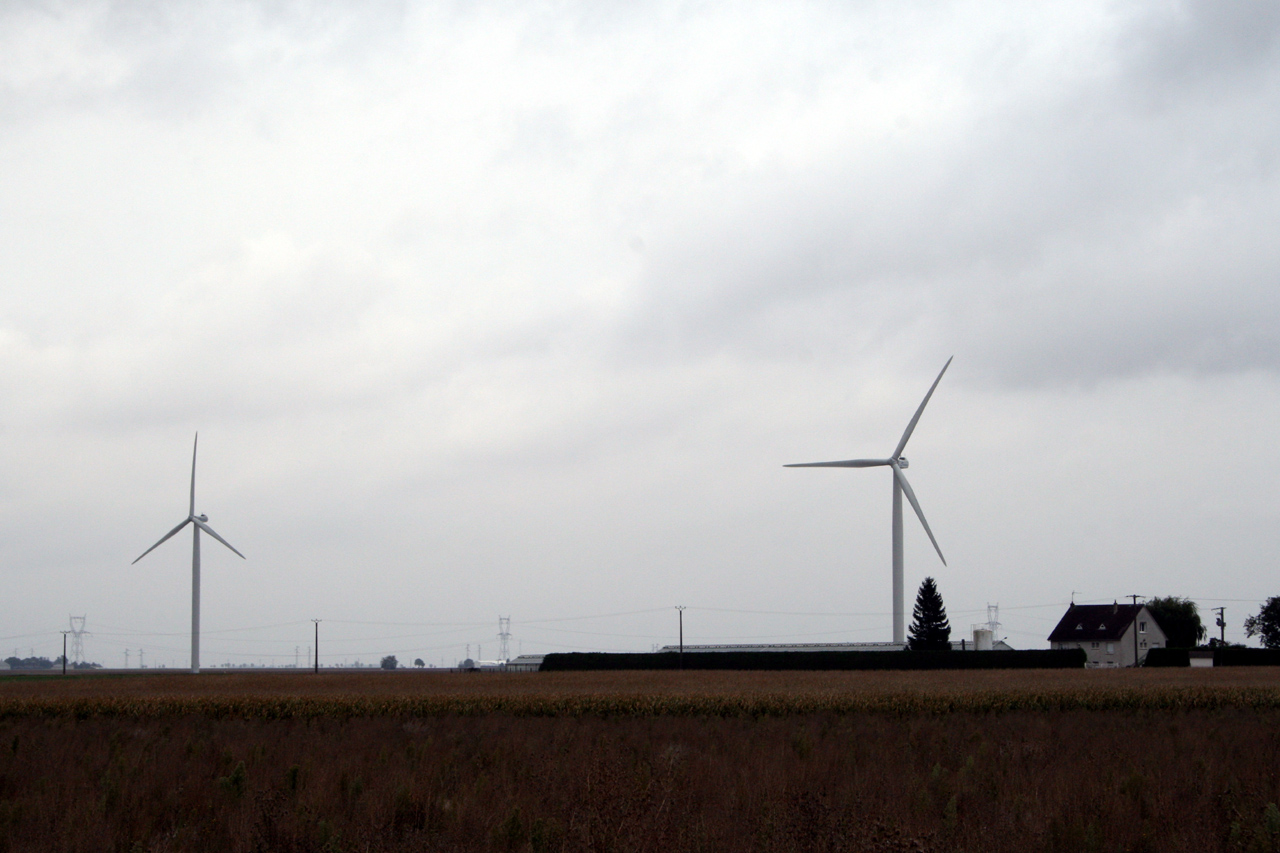

## Culture locale et patrimoine

### Lieux et monuments

#### Église Saint-Étienne
L'église Saint-Étienne est rebâtie entre le XIIIe et le XIXe siècle. Elle fait l’objet d’un classement au titre des monuments historiques depuis le 27 janvier 1934.

#### Chapelle de la Sainte-Trinité
La chapelle de la Sainte-Trinité de l'ancien Hôtel-Dieu, dite de la Sœur Saint-Henri, est répertoriée dans l'Inventaire général du patrimoine culturel : présentant des éléments du XIIIe siècle, elle est également ornée de vitraux réalisés par les ateliers Lorin de Chartres.

#### Château de Janville
L'ancien château est aujourd'hui converti en maison de retraite.

#### Autres lieux et monuments

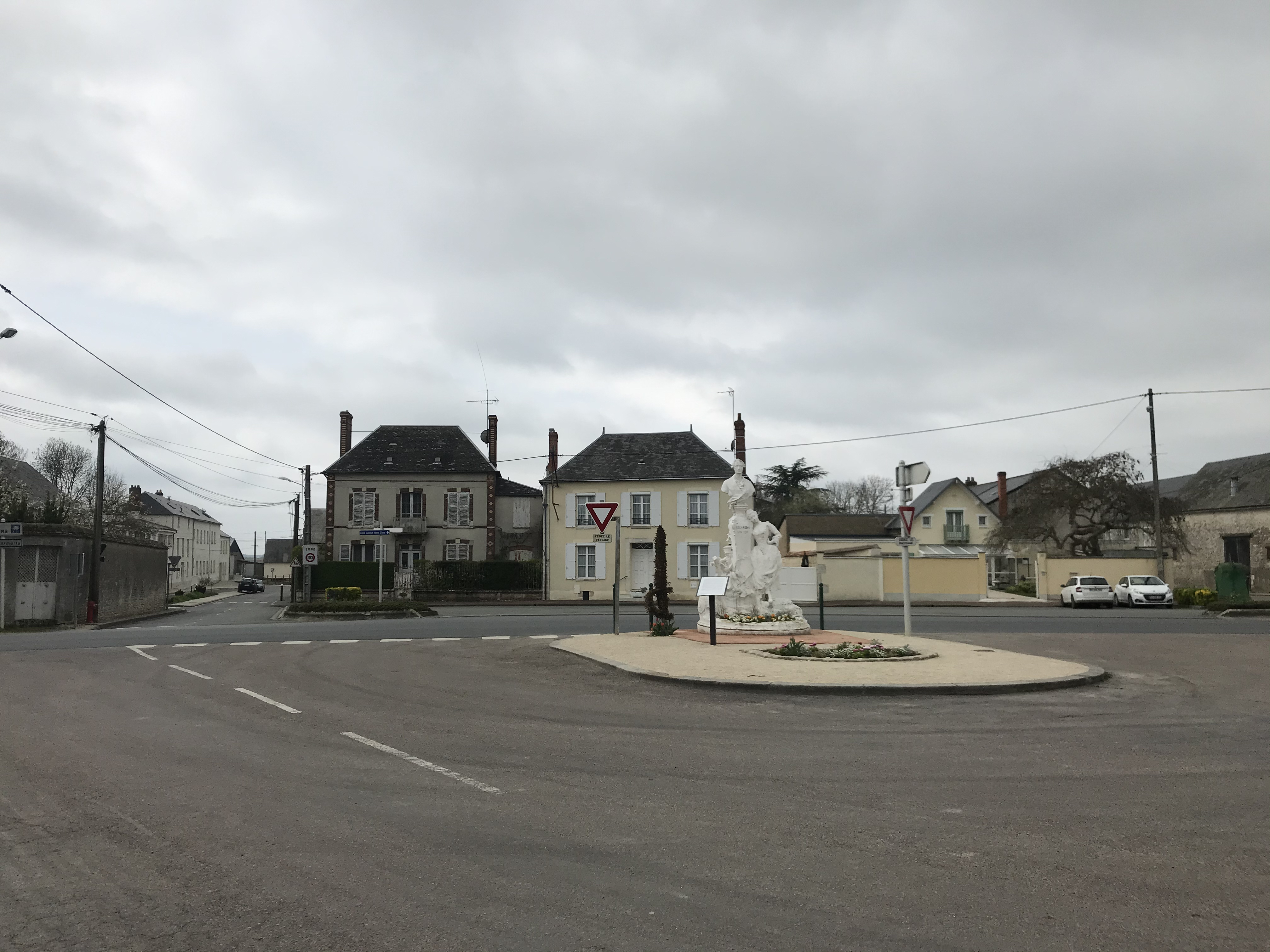
Monument de Colardeau sur la place d'Orléans, réalisé par Raoul Brandon en 1901-1904.

- Monument de « Jean Colardeau »[Note 1], place d'Orléans : architecte Raoul Brandon, 1901-1904,  Inscrit MH (2025)[26].

### Personnalités liées à la commune
- Charles-Pierre Colardeau (1732-1776), poète né à Janville ;
- Jean-Nicolas-Marcellin Guérineau de Saint-Péravy (1732 ou 1735 - 1789), poète, journaliste et économiste, né à Janville ;
- Louis Thomas Antoine Amy (1760-1832), homme politique.
- Jean René Lefebvre (dates de naissance et de mort inconnues), homme de loi, député d'Eure-et-Loir à l'Assemblée nationale législative de 1791-1792 ;
- Jean-Louis-César Lair dit aussi Lair de Janville (1781-1828), peintre néoclassique né et mort à Janville ;
- Pierre Favre (1812-1887), prêtre missionnaire et orientaliste, né à Janville ;
- Maurice Viollette, homme d'État français, né le 3 septembre 1870 à Janville et mort le 9 septembre 1960 à Dreux ;

### Héraldique
|  | Les armes de la commune se blasonnent ainsi : D'azur à la tour d'argent, ajourée et maçonnée de sable, ouverte du champ, accostée de deux gerbes de blé d'or; à la filière cousue de gueules. |